# أكسل بلوك
أكسل بلوك (بالألمانية: Axel Block ) (و. 1947 – م) هو مصور سينمائي، وأستاذ جامعي من ألمانيا . ولد في فلبرت.

## روابط خارجية
- أكسل بلوك على موقع IMDb (الإنجليزية)
- أكسل بلوك على موقع ألو سيني (الفرنسية)
- أكسل بلوك على موقع أول موفي (الإنجليزية)
- أكسل بلوك على موقع قاعدة بيانات الأفلام السويدية (السويدية)
- أكسل بلوك على موقع قاعدة بيانات الفيلم (الإنجليزية)
- أكسل بلوك على موقع كينوبويسك (الروسية)